# Crocallis aurantiaca
Crocallis aurantiaca là một loài bướm đêm trong họ Geometridae.